# Die Totgesagten
Die Totgesagten ist ein Kriminalroman der schwedischen Schriftstellerin Camilla Läckberg. Die Originalausgabe Olycksfågeln erschien 2006 im Stockholmer Verlag Forum; die deutsche Übersetzung wurde 2009 im Ullstein Verlag veröffentlicht. Der Roman handelt von der Suche nach einem Serienmörder in einer kleinen Gemeinde, die gerade durch eine Reality-Show erhöhte mediale Aufmerksamkeit erhält.

## Handlung
Patrik Hedström von der Polizei Tanum, dessen Hochzeit mit der Krimiautorin Erica Falck für den Samstag vor Pfingsten geplant ist, untersucht mit seiner neuen Kollegin Hanna Kruse einen Autounfall. Zur gleichen Zeit präsentiert der Bürgermeister Erling W. Larson seinem Gemeinderat die nach dem Vorbild von Big Brother konzipierte Reality-Show Raus aus Tanum, mit der er den Ort trotz aller moralischen Bedenken in den Mittelpunkt der medialen Aufmerksamkeit rücken will. Erica muss sich nicht nur um ihre eigene kleine Tochter Maja und die Kinder ihrer kranken Schwester Anna kümmern, sondern gleichzeitig auch die Hochzeit vorbereiten. Der Polizeichef Bertil Mellberg verliebt sich derweil in seine neue Freundin Rose-Marie.
Das Unfallopfer Marit Kaspersen ist stark alkoholisiert und weist schwere Verletzungen am Mund auf. Kurz vor ihrem Tod kam es zu einem Streit mit ihrer lesbischen Lebensgefährtin Kerstin. Gegenüber Patrik und dessen Kollegen Martin Molin schwört Kerstin, dass Marit nie Alkohol getrunken habe. Marit lebte getrennt von ihrem Mann Ola und ihre 15-jährige Tochter Sofie, die über die sexuelle Orientierung ihrer Mutter Bescheid wusste, war regelmäßig zu Besuch bei den beiden Frauen. Kerstin berichtet von Drohbriefen und bösen Anrufen. Ola, der in Fjällbacka wohnt und Sofie für sich beansprucht, zeigt offen seinen Hass auf die Lesben. Anna ist nach einem langen Spaziergang mit ihrem Freund Dan wieder gesund und unterstützt ihre Schwester bei den mühsamen Hochzeitsvorbereitungen.
Der Produzent Frederik Rehn versichert, dass Raus aus Tanum ein großer Erfolg wird. Die Teilnehmer müssen in Nebenjobs arbeiten und werden psychologisch von Hannas Ehemann Lars betreut. Diese Hilfe nimmt besonders Lillemor Persson gerne in Anspruch. Die vom Pflegekind zur Sexbombe Barbie mutierte Teilnehmerin erhält mehr öffentliche Aufmerksamkeit als Möchtegern-Popstar Tina oder die unter selbstverletzendem Verhalten leidende Jonna. Während einer Disko kommt es zu einem heftigen Streit, den Hanna und Martin beobachten, und am nächsten Morgen wird Lillemor ermordet in einer Mülltonne gefunden. Die Show läuft weiter, aber die Ermittlungen kommen ins Stocken. Als Tina der Presse ein Tagebuch zuspielt, in dem Lillemor beschreibt, wie sie einen Mann wiedererkannte, sorgt die Polizei für große Unruhe bei Raus aus Tanum.
Zuvor hat Patrik bereits anhand alter Notizen zu einer Konferenz in Halmstad einen Fall in Borås aufgespürt, der Ähnlichkeiten mit dem Mord an Marit aufweist. Rasmus Olsson soll alkoholisiert von einer Brücke gesprungen sein, obwohl er seit einem Verkehrsunfall abstinent war. Sowohl bei Marit als auch bei Rasmus wurde eine herausgerissene Seite aus dem Märchenbuch Hänsel und Gretel gefunden. Eine Anfrage bei anderen Dienststellen der Polizei offenbart zwei weitere Mordfälle in Lund und Nyköping, die ebenfalls Parallelen aufweisen. Börje Knudsen, das Opfer aus Lund, war ein vorbestrafter Alkoholiker, der sich vermeintlich zu Tode gesoffen hat. Elsa Forsell, das Opfer aus Nyköping, hatte eine normale Einstellung zum Alkohol. Beim katholischen Pfarrer Silvio Mancini hatte sie um Vergebung gebeten, aber das Beichtgeheimnis verhindert zunächst weitere Enthüllungen. Mit Hilfe einer Bibliothekarin stellt Patrik fest, dass die Sortierung der Seiten aus Hänsel und Gretel mit der Reihenfolge der Morde übereinstimmt. An zweiter Stelle fehlt jedoch ein Blatt, weshalb es noch ein weiteres Opfer geben muss.
Sofie liefert mit einem alten Zeitungsartikel einen entscheidenden Hinweis. Demnach war ihre Mutter vor zwanzig Jahren in alkoholisiertem Zustand an einem Verkehrsunfall mit Todesfolge beteiligt. Es stellt sich heraus, dass auch die anderen Mordopfer einst unter Alkoholeinfluss tödliche Autounfälle verursachten. Bei Rasmus starb der Beifahrer, bei Börje ein fünfjähriges Mädchen und Elsa fuhr in Uddevalla jemanden tot. Die Tatorte des Serienmörders liegen weit verstreut, weshalb die Tanumer Polizei ratlos ist, bis ihre Kollegen aus Ortboda verspätet einen weiteren Fall melden. Jan-Olov Persson überfuhr ein junges Paar und lebte danach abstinent. Er ist der Vater von Lillemor, die vor ihrem Tod den Mörder wiedererkannte. Der eigentlich arbeitsscheue Gösta Flygare entdeckt den Namen Sigrid Jansson auf einer Seite aus dem Märchenbuch. Sie ist das Opfer von Elsas Unfall und hatte zwei fremde Kinder bei sich, die überlebten.
Nachdem Patrik Hanna, die sich nicht wohlfühlte, nach Hause geschickt hat, erinnert sich Gösta an die auf Kalvö lebende Hedda Kjellander, die vor langer Zeit gemeldet hatte, dass ihre beiden Kinder ertrunken seien, was ihr damals nicht jeder glaubte. Patrik und Gösta besuchen die Alkoholikerin in ihrem völlig verwahrlosten Haus, wo sie von einer feinen Dame redet, die ihr die Kinder wegnahm. Zurück auf der Dienststelle entdeckt Gösta, dass auf einer Liste von Hundebesitzern der Rasse Galgo Español, dessen Haare auf Lillemors Leiche gefunden worden waren, der Name Tore Sjöqvist aus Tollarp gelöscht wurde. Patrik erkennt auf der Landkarte, dass die Tatorte in der Nähe von Hannas Dienststellen liegen, und Martin hat festgestellt, dass Hanna in der Disko-Nacht um drei Uhr mit Lars telefonierte. Hanna und Lars sind Heddas verschwundene Zwillinge, die von Sigrid eingesperrt wurden. Lars provozierte den Streit bei Raus aus Tanum, um Lillemor zu töten. Da Hanna von den neuen Erkenntnissen erfahren hat, eilen Patrik, Martin und Gösta nach Kalvö, aber Lars und Hanna haben Hedda bereits mit Alkohol getötet. Auf dem Weg zum Boot erzählen die Geschwister, dass Sigrid ihnen damals aus Hänsel und Gretel vorgelesen habe. Schließlich erschießen sie sich im Boot.
Der Hochzeit von Patrik und Erica steht nichts mehr im Weg. Mellberg stellt währenddessen fest, dass Rose-Marie, für die er eine Wohnung gekauft hat, eine Betrügerin ist. Als Patrik und Erica nach der Hochzeit auf dem Dachboden nach Erinnerungen an Ericas Mutter suchen, entdecken sie neben Kinderzeichnungen einen in ein blutiges Kinderhemd eingewickelten Hakenkreuz-Orden.

## Hintergrund
Die Protagonisten Patrik Hedström und Erica Falck spielten bereits in Läckbergs früheren Romanen die Hauptrollen. Die privaten Geschichten, die parallel zu den polizeilichen Ermittlungen erzählt werden, entwickeln sich im Laufe der Romane weiter. In kursiv geschriebenen Texten erinnert sich der Mörder an seine Kindheit. Der Name der Reality-Show Raus aus Tanum (im schwedischen Original Fucking Tanum genannt) orientiert sich am Titel des schwedischen Jugendfilms Raus aus Åmål, der in Läckbergs Roman explizit erwähnt wird.

## Kritiken
Bernd Neumann von krimi-couch.de lobt die  „auf hohem Niveau gehaltene Spannung“. Der Autorin gelinge es, die komplexen Handlungsstränge „immer enger miteinander zu verknüpfen und uns als Leser dennoch lange im Ungewissen zu lassen“. Positiv erwähnt er außerdem die kursiven Texte und die Gesellschaftskritik anhand der Reality-Show. Silke Schröder von hallo-buch.de sieht in dem Roman trotz des konstruiert erscheinenden Endes „ein weiteres Schmuckstück aus dem krimibegeisterten Schweden. Überdies endet er mit einem viel versprechenden Cliffhanger, der uns auf weitere aufregende Fälle hoffen lässt.“
Judith Hammer vom Titel-Kulturmagazin erkennt vertraute Muster in dem Roman, der nach ihrer Meinung eher als „Lektüre für den Feierabend, nicht für den Literaturzirkel“ ist, wobei Läckberg „Einblicke in aktuelle Themen von Borderline-Syndrom bis Talentshows“ biete. Dass der Krimi „auf zwischenmenschliche und psychische Abgründe hinweist“, erwähnt auch Katja Perret von schwedenkrimi.de, die Spannung vermisst, weil man „etwas zu früh auf den Mörder schließen“ könne. Diese Ahnung hat Barbara Allebrodt von der Westfälischen Rundschau ebenfalls; trotzdem sei es eine „spannende Geschichte mit vielen Zwischentönen, erzählt in einer einfachen, klaren Sprache“.